# HMS Tiger (1913)
HMS Tiger був лінійним крейсером Королівського флоту та одинадцятим кораблем з цим ім'ям. 

## Конструкція
Будівництво корабля було передбачене Військово-морською програмою 1911–12 років. Згідно даних військово-морського історика Зігфріда Баєра, у Військово-морській програмі на наступний рік планувалося побудова однотипного корабля «Леопард», але його відклали на 1914 рік і передбачили як шостого представника типу «Квін Елізабет», перших швидких лінкорів. Крейсер був побудований John Brown & Company, Limited  у Клайдбанку, і спущений на воду в 1913 році. «Тайгер» був найбільш потужно захищеним бронею лінійним крейсером Королівського флоту на початку Першої світової війни, але ще не був готовий до служби. 

## Історія служби

### Перша світова війна
Корабель був приписаний до 1-ї ескадри лінійних крейсерів на час війни та брав участь у битві при Доггер-Банці на початку 1915 року, хоча він все ще лише входив у стрій і не показав належних результатів. Наступного разу «Тайгер» брав участь у Ютландській битві  в 1916 році, де отримав лише легкі пошкодження, не зважаючи на велику кількість влучань німецьких снарядів. Окрім забезпечення віддаленого прикриття під час Другої битви біля Гельголандської затоці в 1917 році, корабель провів решту війни, безперешкодно патрулюючи Північне море.

### Служба у мирний час
«Тайгер» був найстарішим лінійним крейсером Королівського флоту після того, як у 1922 році набули чинності обмеження тоннажу, передбачані Вашингтонським морським договором. У 1924 році він став навчальним кораблем для артилеристів, а потім приєднався до ескадри лінійних крейсерів у 1929 році, коли її флагман «Гуд» пройшов тривалий ремонт. Після повернення «Гуда» до лужби в 1931 році, «Тайгер» був знятий з експлуатації та проданий на металобрухт у 1932 році відповідно до умов Лондонського військово-морського договору 1930 року.
У своїй книзі «Ціна адміралтейства» британський військовий історик Джон Кіган описав її як «безсумнівно, найкрасивіший військовий корабель у світі на той час і, можливо, будь-коли».